# شهرستان شانگشوی
شهرستان شانگشوی (به لاتین: Shangshui County) یک شهرستان‌های جمهوری خلق چین در چین است که در ژوکو واقع شده‌است.
 شهرستان شانگشوی ۱٬۳۱۴ کیلومتر مربع مساحت و ۱٬۱۵۸٬۰۰۰ نفر جمعیت دارد.